# Château de Montjean
Pour les articles homonymes, voir Montjean.
Ne doit pas être confondu avec Domaine du château de Montjean.
Le château de Montjean est un château fort en ruine situé près d'un étang à Montjean dans le département de la Mayenne. Il est situé à 2,5 kilomètres à l'est du bourg. Le château de Montjean était au XVIe siècle une place importante qui défendait le comté de Laval royaliste contre les bandes de Mercœur et les ligueurs de l'Anjou. Situé à quatre lieues de Laval, sur les confins de la Bretagne, il avait été reconstruit par André de Lohéac, après la campagne de Normandie (1449-1450).

## Désignation
- Apud motam Montis Joannis, 1215[1] ;
- B., sire de Monte Jehan, 1355 ;
- Castrum de Monte Johannis, loco fortissimo, 1431[2] ;
- L'œuvre et l'édiffice du chasteau de Mont Jehan, 1464[3] ;
- Le chemin du chasteau de Mont Jehan à La Gravelle, 1529[4] ;
- Castrum de Monte Johannis, 1562[5] ;
- Capella castelli de Monte Johannis, 1572[6] ;
- Étang et château (en ruine) de Montjean[7] ;
- Montjean, château en ruine, étang, moulin[8].

## Description

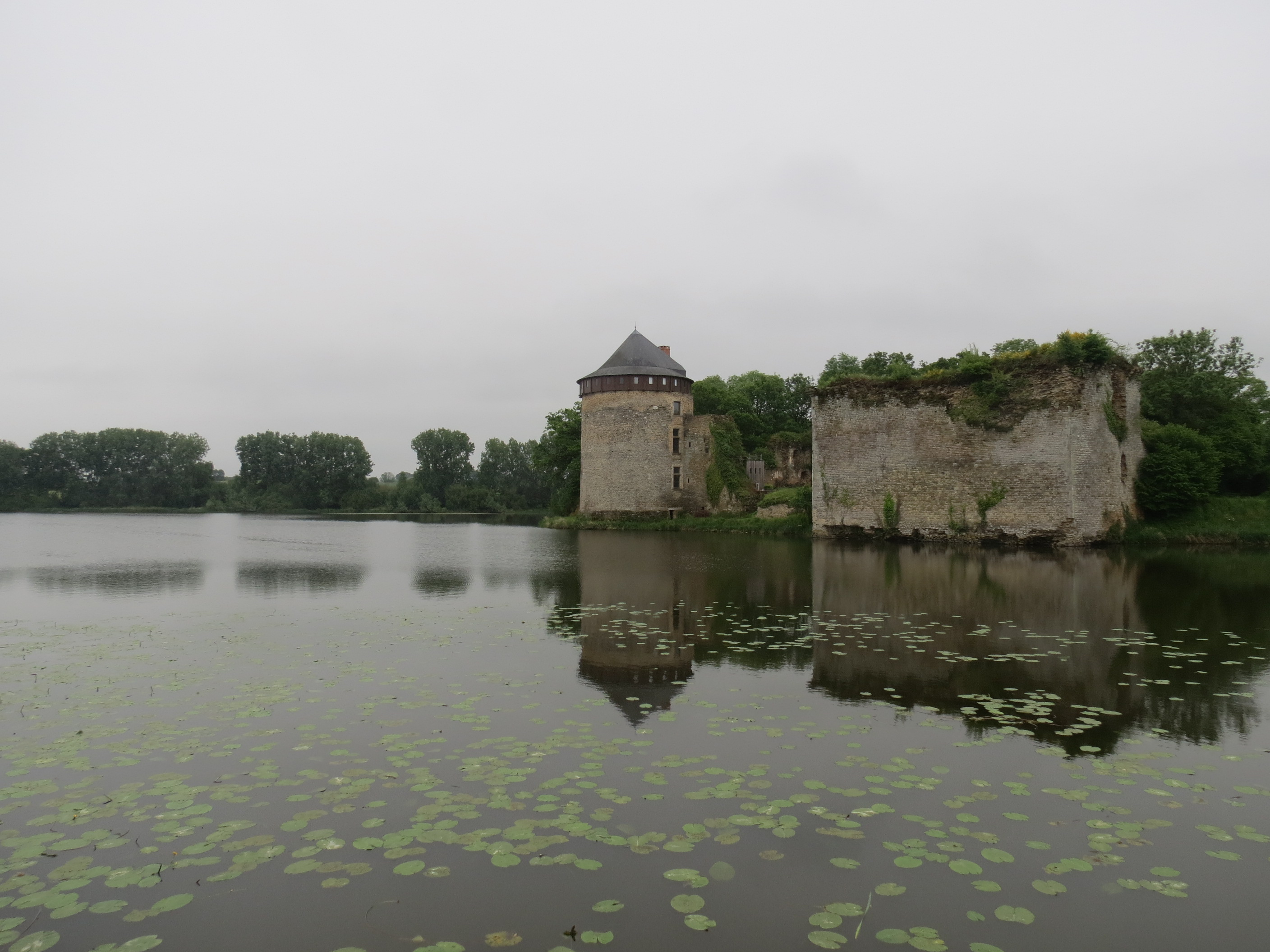
Château et son étang.

La majesté de ses ruines, la grandeur de son enceinte, ses vastes fossés donnent encore aujourd'hui la mesure de son importance,. Pour l'abbé Angot, au début du XXe siècle, l'espace enclos par l'étang et les douves a plus d'un demi-hectare, tout entier occupé par les murs d'enceinte flanqués de fortes tours. Le côté opposé à l'étang ne présente plus qu'un amas informe de décombres, toute cette partie ayant, pendant un siècle, été exploitée comme une carrière. Vers la chaussée de l'étang, les fossés étaient doubles.

## Histoire

### Famille de Laval
Le chastel et chastellenie et terre de Monjehan sont en 1407 et 1444 dans la mouvance de Laval avant de devenir partie intégrante du domaine du comté de Laval. Le château n'est encore indiqué en 1215 que comme un châtelier, une motte de terre au centre d'un domaine dont les droits féodaux sont reconnus à Avoise de Craon, veuve de Guy VI de Laval, villicationem terrae... apud motam Montis Johannis.

### Incendie
Le château en maçonnerie qui existait au XIVe siècle fut en partie détruit par un incendie avant l'an 1385, incendium quod castrum in sui medietate passum est, casu tam enormi quod dicta mediatas fuerit vastaja et destructa. 

### Guerre de Cent ans
Il était redevenu une place très forte et qui tint au moins jusqu'après le mois de mars 1431, car à cette époque le duc d'Alençon Jean II d'Alençon y fit conduire un prisonnier anglais comme dans un lieu très sûr, locus fortissimus. 
Il fut probablement détruit par le Comte d'Arundel en 1433 quoiqu'aucun texte précis n'en fasse mention expresse. Jean de Landivy rend aveu à Laval pour ses chastel, chastellenie et terre de Mont Jehan en 1443. Il décrit en octobre 1450, la désolation à propos de la châtellenie : la terre de Montjehan estoit lors fort dechouste et degastée et en grande partie tournée en ruyne et non valeur, le chastel demolly et que par terre par le fait de la guerre, les estangs rompuz, les maisons des domaines chraites et caduques, la touche de bois couppée et fort diminuée et les autres revenus grandement empirez et diminuez. Il prétend qu’il n’avoit bonnement de quoy les remectre surs.

### Reconstruction

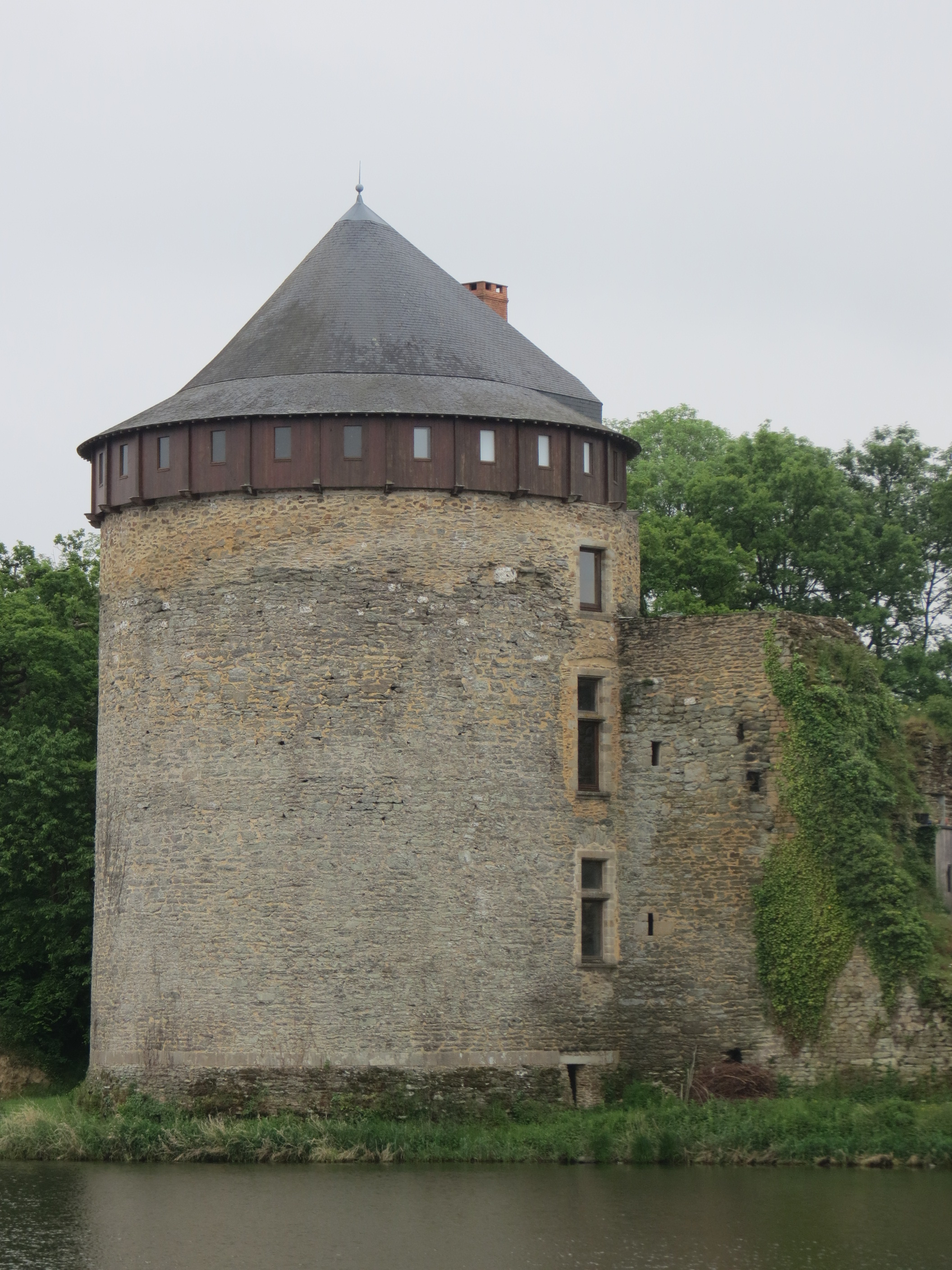
Tour principale, restaurée.

Après la campagne de Normandie (1449-1450), c'est le maréchal André de Lohéac, qui ayant acquis Montjean (1448), fait reconstruire le château bien plus fort qu'il n'était, de 1466 à 1474. Jean Hervois, son châtelain, lui rendant compte des mises qu'il a faites pour l'œuvre et ediffice du chasteau du dit Montjehan se trouve créancier d'une somme de 200 livres 14 sols, dont le maréchal lui tient compte.

### Place forte
« Ce fut en l'an soixante et quatre Mil quatre cent sans rien debatre, Ancenis, l'an soixante et huyt Ou falloit avoir sau conduyt. Et la Guerche pour abréger Ou le roy Loys fut loger. Passa par Laval, dire l'ouse, Et fut en l'an soixante et douze.. ».
Avec son armée puissante, Louis XI en conflit avec Jean II de Valois, passa par Montjean; mais il ne s'y arrêta pas. Le roi, en quittant Laval, se réfugia par l'Abbaye de la Roë au mois de septembre 1472 pendant que son armée était devant la Guerche.
Des brigands et mauvais garczons qui pillaient le pays y furent renfermés vers l'an 1500, et Catherine d'Alençon, veuve de Guy XV de Laval y testa et Voulut rendre son âme à Dieu, A Mon Jehan, moult beau lieu, le 18 juillet 1505.
les seigneurs de Laval y séjournèrent aussi : Guy XV de Laval, au mois d'août 1489 (?) ; la comtesse de Laval qui y reçoit le cardinal de B..., 1517 ou 1518 ; Claude de Foix, qui écrit du château à Anne de Laval, le 29 décembre 1542 ; Guy XVIII de Laval et Guyonne de Rieux, 1551. Le Cardinal d'Angennes y fit mettre garnison au nom du roi, 1575.

## Drame de Montjean (octobre1591)
La place tenait encore pour les royaux contre les Ligueurs en 1591. À cette époque, Henri IV avait confié la garde de ces puissantes murailles au vieux Jean de Criquebœuf, chevalier de ses ordres.
Le château de Montjean fut le théâtre d'un drame où le rôle de Pierre Le Cornu fut des plus odieux. Il réussit à y surprendre Jean de Criquebœuf, catholique, qui était devenu son ennemi personnel à la suite d'un duel dans les faubourgs de Laval, et son rival en tant que ligueur. Cricquebœuf fut mortellement blessé d'un coup de dague au ventre le 16 octobre 1591.
Le capitaine de Craon n'avait pas l'intention de se borner à une razzia sur les meubles et provisions du château.

## Guerres de religion
Il y établit une garnison et Montjean devint pour les ligueurs une forte place à proximité de Laval et qui tint aussi longtemps que Craon. Y furent-ils d'une manière continue. 
Une note des registres de Vitré affirme que les Anglais y étaient en 1593. On sait que les bandes anglaises ne séjournèrent à Montjean que le 29 et le 30 avril 1593, et rien ne prouve que ce fut au château. 
À une époque indécise, entre 1592 et 1595, les administrateurs de l'hôpital de Laval envoient des confitures seiches au capitaine de Montjean qui estant du parti contraire voulait retenir les fruits de la Rousselière. Avant 1594, cette phrase indiquerait que les huguenots étaient au château ; depuis la reddition de Laval au roi, elle signifierait que les ligueurs, au contraire, tenaient la place. L'abbé Angot regarde cette supposition comme la plus vraisemblable.

## Ruines...

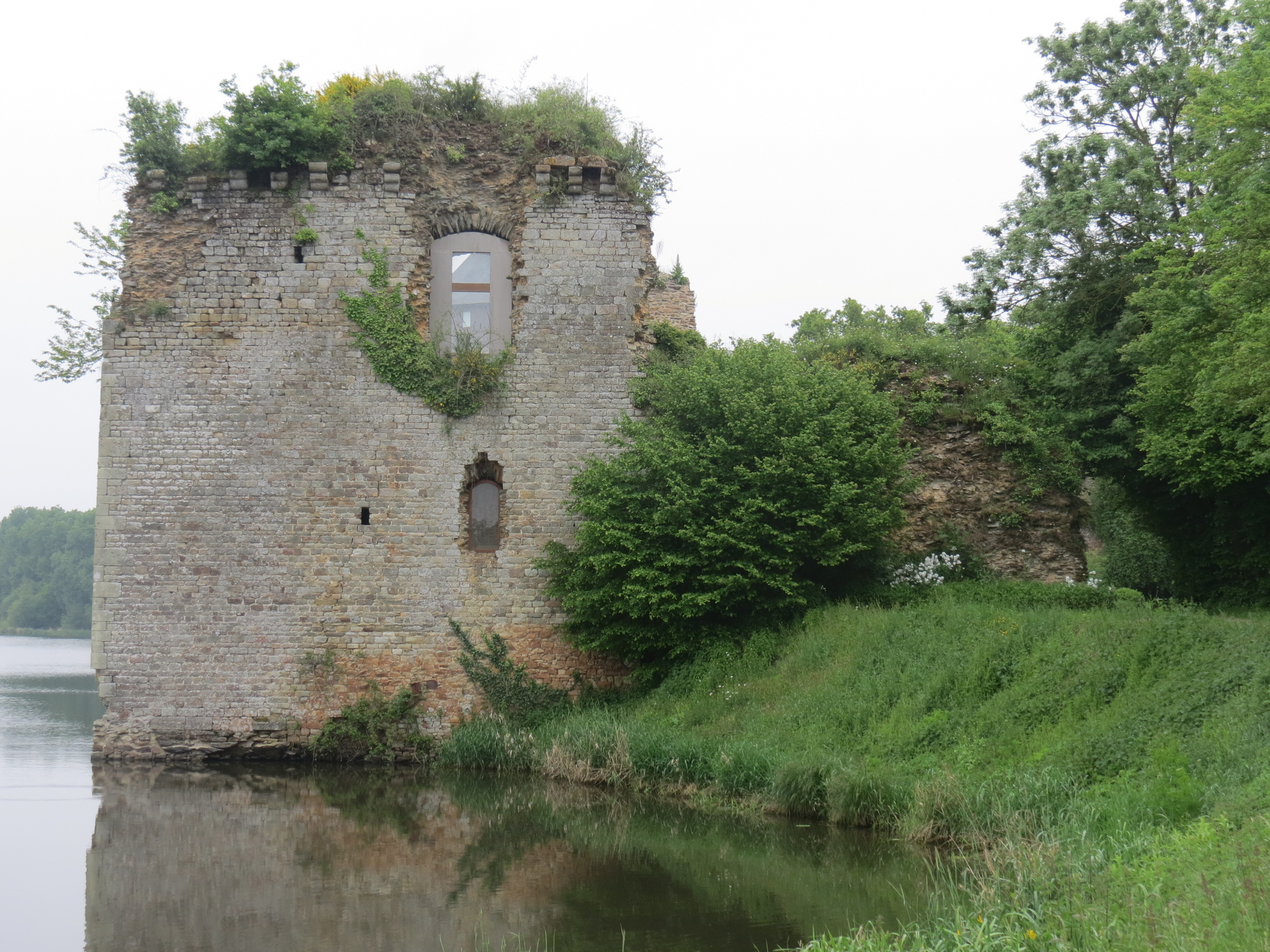
Bâtiment en ruine

Quoiqu'il n'ait pas été démantelé systématiquement après les guerres civiles, le château, trop considérable pour être entretenu et de plus en plus délaissé, tomba bientôt en ruines. Jusqu'au milieu du XVIIe siècle on y trouve encore un capitaine et un concierge. Il y avait aussi des armes et une petite poudrière, qui sauta et tua un homme en 1636. Les châtelains continuèrent plus longtemps leurs fonctions, mais c'étaient de simples fermiers. Le comte de Laval faisait prendre des pierres dans ces vieux murs pour la réparation de ses domaines, et les particuliers, le sieur des Vaux de Dureil spécialement, ne se faisaient pas faute de l'imiter, 1743. En 1779, la ruine était consommée.
Mais le moulin qui pouvait moudre 120 boisseaux de Laval en 24 h, l'étang dont le revenu est estimé 240 livres, la métairie (1 400 livres), la Quarterie (500 livres), la Daguerie (650 livres), la Gourtière (180 livres) avec le Tertre et ses dépendances (1 1145 livres) formaient un beau domaine.

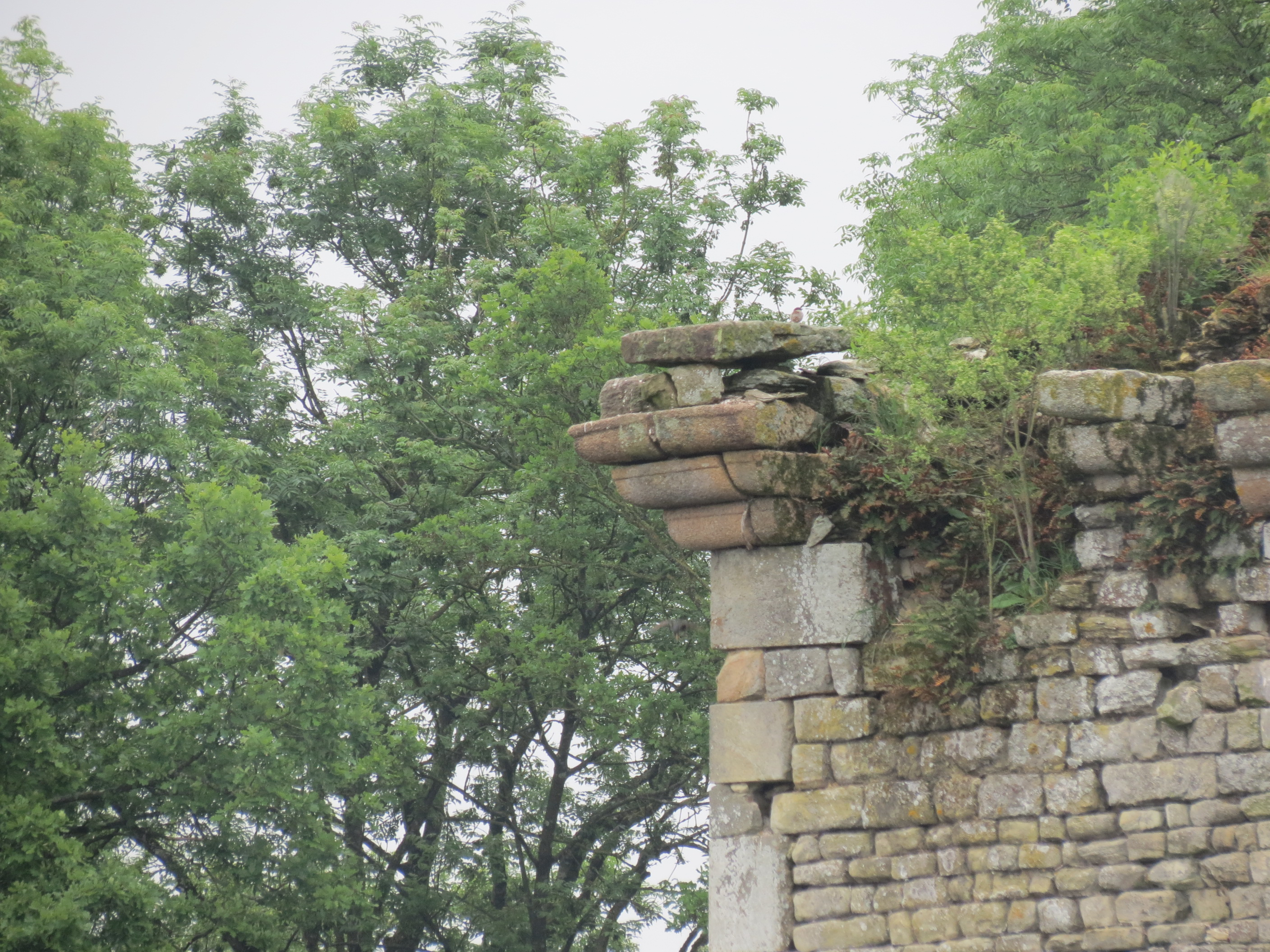
Couronnement ruiné.

La chapelle construite en dehors de l'enceinte, grande, ayant plusieurs autels était dédiée à sainte Anne, et avait été dotée du lieu du Verger en Ruillé-le-Gravelais avant le XVIe siècle. En 1604, il n'en restait que de vieilles murailles abattues et rasées jusques en terre avec apparence d'un autel, mais après sa conversion, Henri de la Trémoïlle la fit rétablir, et en 1666, le bénéfice fut uni au chapitre de Thouars. Il en fut de même de la chapelle de la Bélue, qui se desservit aussi au château.

## Seigneurs de Montjean
- Yves Le Franc, en épousant Avoise de Craon, veuve de Guy VI de Laval, reçut de Robert d'Alençon, mari d'Emma de Laval, en 1215, les droits de justice sur sa terre de Montjean, et Hamelin Le Franc, issu de ce mariage, laissa en douaire à sa mère, au mois d'août 1223, la terre de Montjean et tout ce qui lui appartenait de ce côté de la Mayenne.
- Guillaume de Couesmes épousa Louise Le Franc, fille unique d'Hamelin, et avait pour successeur, en 1352, 1353, Briand de Couesmes, père de Jean de Couesmes, qui épousa Jeanne de Laval et fut inhumé à l'abbaye de Bellebranche en 1387, ayant survécu à Jean, son fils, mari de Roberde d'Usage. Celle-ci mourut en 1403 et eut sa sépulture dans l'abbaye de Clermont.
- Jean de Landivy eut Montjean du chef de Marguerite de la Macheferrière, 1402, remariée en 1405 à Guy de Laval-Loué[20], mais Marie Papin, héritière de Marguerite de la Macheferrière, porta Montjean en mariage à Jean de Landivy, et son second mari, Lancelot II Frezeau, prit aussi le titre de seigneur de Montjean, 1431.
- Jean de Landivy, issu du premier lit, rend aveu de Montjean en 1437, puis en 1448, André de Laval acquiert Montjean pour 7 500 saluts d'or, de Jean et de Robert de Landivy.
- André de Laval meurt sans enfants en 1485, et Montjean, après avoir appartenu jusqu'en 1495 à Pierre de Laval, archevêque de Reims[21], retourna définitivement aux comtes de Laval.
- Le 15 août 1818, M. Morin de la Blottais acquit de la famille de la Trémoïlle, la terre et le vieux château pour 80 000 francs.

## Sources
- Abbé Angot, « L'assassinat de Criquebœuf au château de Montjean », dans Bulletin de la Commission historique et archéologique de la Mayenne, 1912, tome 28, p. 298-314.  ;
- Jules Le Fizelier, « Essais d’histoire locale [I. Une expropriation pour cause d'utilité publique en 1499 : le cimetière Saint-Vénérand à Laval. - II. Un épisode des guerres de la Ligue dans le Maine : le drame de Montjean (octobre 1591). - III. L'année 1790.]»  ;
- « Château de Montjean », dans Alphonse-Victor Angot et Ferdinand Gaugain, Dictionnaire historique, topographique et biographique de la Mayenne, Laval, A. Goupil, 1900-1910 [détail des éditions] (BNF 34106789, présentation en ligne), t. III, p. 100-101.